# Los Berrocales del Jarama
Los Berrocales del Jarama, también Los Berrocales, es un núcleo de población perteneciente al municipio madrileño de Paracuellos de Jarama (España), localizado al sur de su término municipal. Linda con los municipios de Torrejón de Ardoz y San Fernando de Henares. Según el censo de 2022 contaba con 793 habitantes. Dispone de un código postal específico, 28861.

## Historia
El Plan General de Ordenación del Área Metropolitana de Madrid de 1963, consideró este terreno primero como rústico y luego como municipio de esparcimiento. Sobre la base de esto se pusieron en marcha planes exteriores para el desarrollo en el municipio de colonias de fin de semana. En 1970 COPLACO (Comisión de Planeamiento y Coordinación del Área Metropolitana de Madrid) aprobó el Plan Parcial de los Berrocales del Jarama al sur del municipio, que fue posteriormente ampliado. La urbanización se constituyó y se adjudicó en régimen de cooperativa, fórmula de gestión que se mantiene en la actualidad.
La urbanización Los Berrocales del Jarama fue creada por don Félix Álvaro Fernández, que junto con otros ingenieros aeronáuticos jóvenes que trabajaban en el INTA (Instituto Nacional de Técnica Aeroespacial) llevaron a cabo el proyecto y, con mucho trabajo, lo sacaron adelante.

## Parroquia
El núcleo de población cuenta con una parroquia adscrita al obispado de Alcalá de Henares, dentro de Paracuellos de Jarama (antes de su condición de parroquia, se encontraba adscrita a la Parroquia de San Isidro de Torrejón de Ardoz). La Parroquia de Ntra. Sra. de los Berrocales fue costeada por los socios de la cooperativa.

## Lugares de interés
Al norte de la urbanización, cercano a las áreas comunes y a un bosque de pinos (plantado por la cooperativa), se encuentra un búnker. Hay además otro búnker, denominado Fortín de los Berrocales, situado en lo más alto del pico de "Las Zorras", usado para pruebas de armas en los años veinte.

## Transportes
De lunes a viernes laborables presta servicio la línea 2 de autobús urbano del municipio, siendo sustituida por la línea 1 en sábados laborables, domingos y festivos. Hasta el 12 de diciembre de 2016 la urbanización contaba con servicios directos a Madrid (Canillejas) por parte de la línea 212 pero fueron suprimidos coincidiendo con la creación de las líneas urbanas del municipio y siendo desde entonces necesario un transbordo en el casco urbano de Paracuellos de Jarama a una línea interurbana.
La línea 1 de la red de autobuses urbanos de Coslada - San Fernando de Henares también realiza parada en el núcleo. Esta línea comunica la urbanización con el centro comercial de San Fernando de Henares.